# Yoko Taro
Yoko Taro (横尾 太郎 Yokō Tarō; Nagoya, 6 giugno 1970) è un autore di videogiochi e sceneggiatore giapponese, noto per aver scritto e diretto la serie di videogiochi action RPG di Drakengard e i suoi due spin-off Nier e Nier: Automata.
Yoko, nato a Nagoya, studiò alla Kobe Design University negli anni 1990. Sebbene inizialmente non avesse intenzione di intraprendere una carriera nei videogiochi, dopo aver lavorato per Namco e Sony, entrò in Cavia e diventò il direttore e lo sceneggiatore (scenario writer) del primo gioco di Drakengard. Da allora ha lavorato ampiamente su ogni gioco della serie (eccetto Drakengard 2), e su titoli per cellulari, dopo esser diventato freelancer in seguito alla fusione di Cavia all'interno di AQ Interactive.
La critica ha evidenziato il suo stile di scrittura e di game design non convenzionale. Uno degli aspetti principali del suo lavoro è l'esplorare le sfaccettature più oscure delle persone, ad esempio cosa le spinge a uccidersi a vicenda. La sua tecnica di scrittura, chiamata backwards scriptwriting ("sceneggiatura al contrario"), consiste nel delineare per prima cosa il finale della storia e da esso costruire la narrazione al contrario.
Nelle occasioni in cui è presente pubblico e stampa, il suo volto è quasi sempre coperto da una bizzarra maschera sorridente direttamente presa da Nier, come si vede in foto. La maschera rappresenta il volto "finale" di Emil.

## Biografia

### Gioventù e studi
Yoko Taro nacque a Nagoya, nella prefettura di Aichi, il 6 giugno 1970. I genitori di Taro erano spesso assenti a causa dei loro lavori, così fu principalmente cresciuto da sua nonna, che lasciò una forte impressione su di lui. Durante la sua gioventù, venne a conoscenza di un incidente che influenzerebbe il suo futuro lavoro come sceneggiatore: mentre un suo conoscente era in una via dello shopping con un gruppo di amici, uno di loro che stava camminando sul tetto di un alto edificio scivolò e morì per la caduta. La scena come la imparò Yoko fu inizialmente "terrificante", ma conteneva anche un elemento di comicità. Ha studiato presso la Kobe Design University e si laureò nel marzo del 1994. È sposato con Yukiko Yoko, un'illustratrice che ha lavorato alla serie di Taiko no Tatsujin e anche su Drakengard 3.

### Carriera

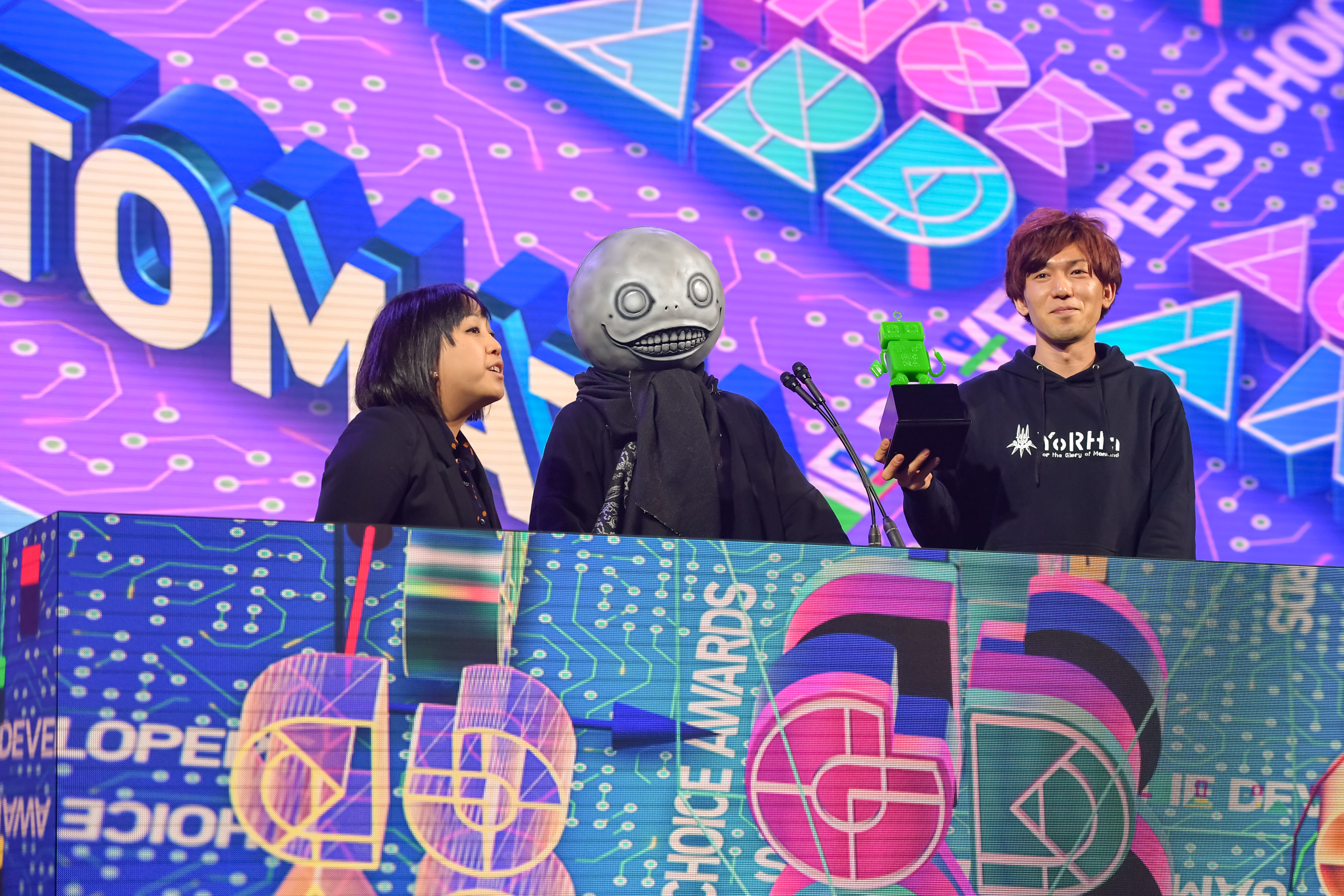
Yoko Taro ai Game Developers Choice Awards

Inizialmente Yoko Taro non intendeva intraprendere una carriera nei videogiochi; il suo lavoro, cominciato un mese dopo essersi laureato, fu come designer di computer grafica 3D per Namco.  Nel 1999, entrò in Sugar & Rockets Inc., una ormai sciolta casa sviluppatrice di seconde parti posseduta da Sony Computer Entertainment. Nel 2001, un anno dopo l'accorpamento di Sugar & Rockets in Sony, Yoko ottenne un lavoro presso Cavia. Durante il suo lavoro in Cavia, fu coinvolto nella creazione di Drakengard.  Sebbene il coproduttore del gioco, Takuya Iwasaki, aveva intenzione di assumere il ruolo di direttore, era impegnato con altri progetti, così venne chiesto a Yoko di prendere l'incarico di direttore. Aiutò anche a creare lo scenario e i personaggi, e inoltre co-scrisse la sceneggiatura con Sawako Natori. Durante la sua produzione, Yoko era insoddisfatto della quantità di cambiamenti richiesti dal comitato consultivo del gioco. Arrivò al punto che decise di non lavorare più su un altro Drakengard. Fu più tardi coinvolto nella produzione di Drakengard 2, come video editor ma rimanendo a far parte dello staff creativo. Per la maggior parte era legato con un altro progetto durante la produzione, il suo originario concept di un gioco stile arcade con draghi nello spazio fu bocciato e ebbe diverbi creativi con il nuovo direttore del gioco, Akira Yasui.
Dopo che Drakengard 2 fu completato, Yoko cominciò a lavorare su un terzo titolo della serie. Man mano che il gioco veniva sviluppato, il concept iniziale fu esteso al punto che il gioco fu rinominato in Nier, un spin-off della serie. Nonostante questo, Yoko continuava a considerarlo il terzo titolo della serie. Dopo che fu pubblicato Nier e che Cavia fu assorbito in AQ Interactive, Yoko lasciò l'azienda e intraprese una carriera da indipendente. Durante questo periodo, assunse un ruolo ignoto nello sviluppo del gioco sociale di Square Enix intitolato Monster × Dragon. La maggioranza del suo lavoro da freelancer comporta il lavoro su giochi mobile sociali. Molti anni più tardi, Yoko si riunì con molti dello staff che aveva lavorato a Drakengard e a Nier per creare un vero secondo seguito di Drakengard, determinando tramite questionari che il punto di forza per gli appassionati era la cupezza delle storie. Dopo aver completato Drakengard 3, Yoko "tornò disoccupato". Dopo di ciò, cominciò a scrivere dei pezzi speciali per Famitsū intitolati "Taro Yoko's Circle of No Good Thinking". Nel 2015, Yoko annunciò che aveva avviato la sua azienda, di nome Bukkoro, composta da Yoko, sua moglie Yukiko, e Hana Kikuchi, novelist e sceneggiatore per Nier e Drakengard 3.
Yoko ha affermato il suo disprezzo per le interviste. La sua motivazione, secondo il suo pezzo su Famitsu, è che ritiene che gli sviluppatori di videogiochi non siano intrattenitori o commentatori del loro lavoro e pensa che gli argomenti trattati da loro nelle interviste siano eccessivamente noiosi per coloro che leggono o ascoltano. Quando concede interviste, preferisce indossare una maschera per evitare di essere fotografato, e in una video-intervista riguardante Drakengard 3, usò un burattino da mano. Ha anche dichiarato che ama essere schietto quando afferma le sue opinioni, poiché pensa che gli appassionati di videogiochi meritino verità e onestà.

## Stile di scrittura
Yoko è noto per creare giochi con un'atmosfera insolita, oscura e inquietante. Fu dichiarato che questa fu la ragione principale per cui fu chiamato a lavorare su Monster × Dragon. Il suo stile di scrittura, che non ha visto in altre opere di finzione, è chiamato "backwards scriptwriting" (sceneggiatura al contrario). Consiste nel cominciare dal finale, e poi andare all'indietro da lì. Poi egli crea punti nodali della trama che costituiscono picchi emotivi della narrazione, aggiunge dettagli e poi li sparpaglia in tutta la narrazione così che il giocatore possa formare un buon legame emotivo. Usa anche un metodo secondario chiamato "photo thinking" in congiunzione con il metodo di scrittura. Yoko lo descrive come un metodo di visualizzare e tenere in ordine gli eventi e i picchi emotivi attraverso tutta la storia. Come ispirazione per questo metodo menzionò Il palazzo della memoria di Matteo Ricci di Jonathan Spence. È molto incline a sperimentare con il formato del videogioco e pensa che molte convenzioni del mercato dei videogiochi limitino la libertà creativa degli sviluppatori. Molti suoi giochi riflettono i suoi sentimenti nei confronti della morte e il suo interrogativo socratico del concetto. Yoko inoltre considera il cibo come un importante strumento nel creare un gioco, e afferma che pensa che i tipi di cibo da tutto il mondo possano aiutarlo a farsi un'idea delle persone alle quali è indirizzato il gioco.

## Lavori

### Videogiochi
| Uscita | Titolo                                | Piattaforma                                   | Crediti                                 |
| ------ | ------------------------------------- | --------------------------------------------- | --------------------------------------- |
| 1996   | Alpine Racer 2                        | Arcade                                        | Background designer                     |
| 1998   | Time Crisis II                        | Arcade                                        | Background designer                     |
| 2000   | Chase the Express                     | PlayStation                                   | Progettista                             |
| 2001   | Phase Paradox                         | PlayStation 2                                 | Visual design, game designer            |
| 2003   | Drakengard                            | PlayStation 2                                 | Direttore, sceneggiatore                |
| 2005   | Drakengard 2                          | PlayStation 2                                 | Video editor                            |
| 2010   | Nier Gestalt                          | Xbox 360                                      | Direttore, sceneggiatore                |
| 2010   | Nier Replicant                        | PlayStation 3                                 | Direttore, sceneggiatore                |
| 2011   | Monster × Dragon                      | Web browser                                   | Supervisore alla sceneggiatura          |
| 2012   | Demons' Score                         | iOS, Android                                  | Direttore                               |
| 2013   | Drakengard 3                          | PlayStation 3                                 | Direttore creativo, sceneggiatore       |
| 2017   | Nier: Automata                        | PC, PlayStation 4, Xbox One e Nintendo Switch | Direttore, sceneggiatore                |
| 2017   | SINoALICE                             | iOS, Android                                  | Direttore creativo                      |
| 2019   | Final Fantasy XIV                     | PC, PlayStation 3, PlayStation 4 e MacOS      | Sceneggiatore di YorRHa Dark Apocalypse |
| 2021   | Nier Reincarnation                    | iOS, Android                                  | Direttore creativo                      |
| 2021   | NieR Replicant ver.1.22474487139...   | PC, PlayStation 4 e Xbox One                  | Direttore creativo, sceneggiatore       |
| 2021   | Voice of Cards: The Isle Dragon Roars | PC, PlayStation 4 e Nintendo Switch           | Direttore creativo                      |
| 2022   | Voice of Cards: The Forsaken Maiden   | PC, PlayStation 4 e Nintendo Switch           | Direttore creativo                      |
| 2022   | Voice of Cards: The Beasts of Burden  | PC, PlayStation 4 e Nintendo Switch           | Direttore creativo                      |
| 2023   | 404 GAME RE:SET                       | iOS, Android                                  | Direttore creativo                      |

### Anime
- Nier: Automata ver1.1a (2023) Sceneggiatore[34]
- KamiErabi God.app (2023) Ideatore[35]

### Libri e manga
| Uscita    | Titolo                                                                  | Crediti              |
| --------- | ----------------------------------------------------------------------- | -------------------- |
| 2013-2014 | Drag-on Dragoon Utahime Five                                            | Supervisore          |
| 2013-2014 | Drag-on Dragoon Shi ni Itaru Aka                                        | Supervisore          |
| 2014      | Drag-on Dragoon 3 Side Story                                            | Supervisore          |
| 2014-2020 | Thou Shalt Not Die                                                      | Ideatore, scrittore  |
| 2017      | Nier Automata: Short Story Long                                         | Scrittore            |
| 2018      | Nier Automata - YoRHa Boys                                              | Supervisore          |
| 2020-2021 | YoRHa Shinjuwan Kōka Sakusen Kiroku                                     | Scrittore            |
| 2021      | Nier Replicant Ver 1.22474487139… Project Gestalt Recollections –File01 | Scrittore            |
| 2021      | Nier Replicant Ver 1.22474487139… Project Gestalt Recollections –File02 | Scrittore            |
| 2021      | Shinsetsu gēmukurieitā-den (Yoko Taro-hen)                              | Scrittore, sé stesso |

### Opere teatrali
| Uscita | Titolo                  | Crediti             |
| ------ | ----------------------- | ------------------- |
| 2014   | YoRHa                   | Ideatore, scrittore |
| 2016   | Thou Shalt Not Die Zero | Ideatore            |
| 2018   | YoRHa Boys              | Ideatore, scrittore |
| 2021   | Bakuken                 | Scrittore           |

### Video musicali
| Uscita | Titolo   | Compositore | Crediti       | Note                                        |
| ------ | -------- | ----------- | ------------- | ------------------------------------------- |
| 2023   | Antinomy | Amazarashi  | Sceneggiatore | Sigla di chiusura di Nier: Automata Ver1.1a |